# الاعدان (السياني)

تعديل مصدري - تعديل

الاعدان محلة تابعة لقرية الاخطور، التابعة لعزلة الدامغ بمديرية السياني إحدى مديريات محافظة إب في الجمهورية اليمنية.، بلغ تعداد سكانها 126 حسب تعداد اليمن لعام 2004.